# Oedanomerus capriviensis
Oedanomerus capriviensis är en skalbaggsart som beskrevs av Evans 1987. Oedanomerus capriviensis ingår i släktet Oedanomerus och familjen Melolonthidae. Inga underarter finns listade i Catalogue of Life.